# 區域專責氣象中心

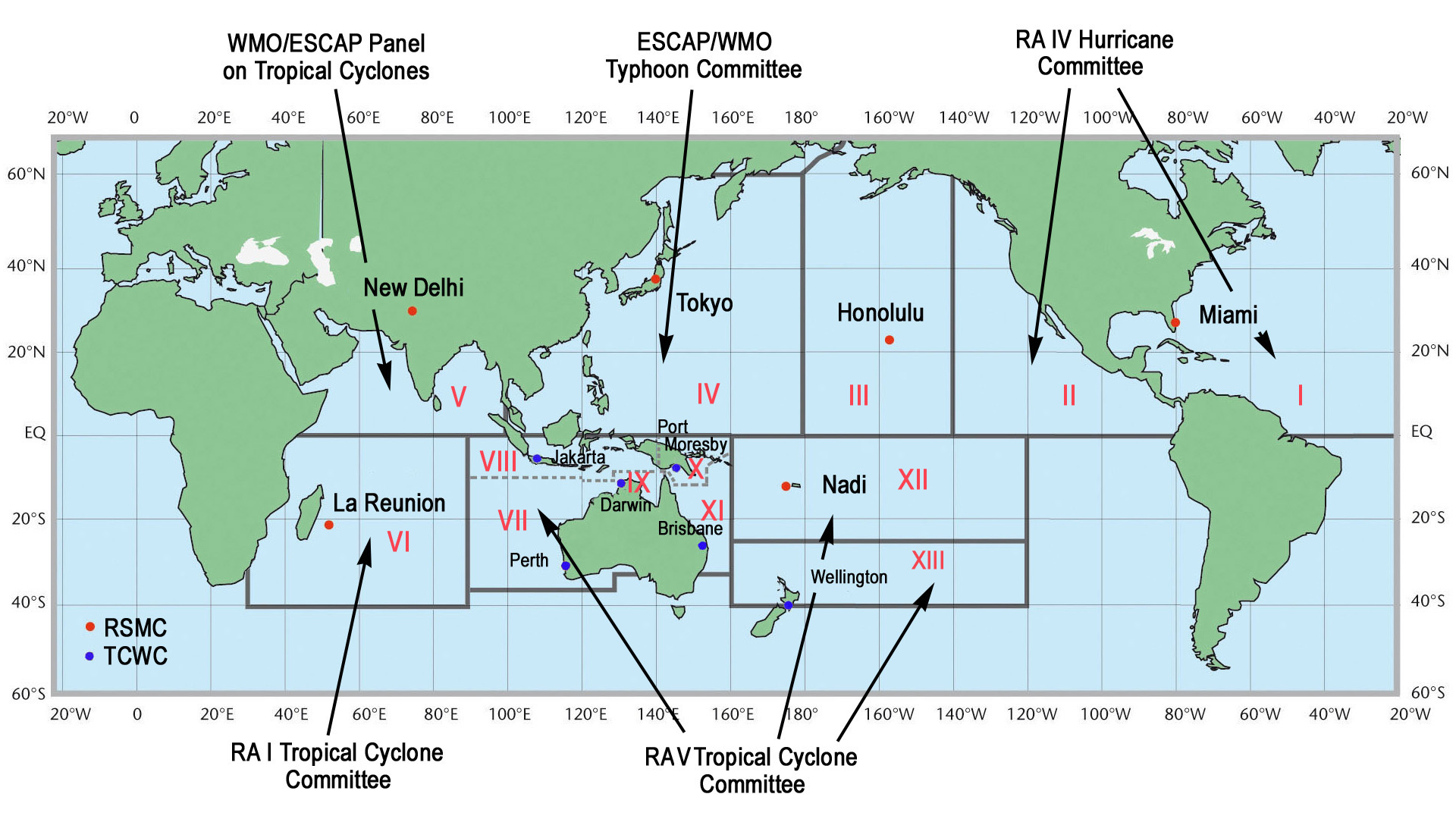
監視熱帶氣旋各責任區劃分佈圖

区域专业气象中心（英語：Regional Specialized Meteorological Centre，簡稱RSMC）负责分发有关其参与的特定计划的信息、咨询和警告，这些计划已在世界气象组织协商一致同意成为世界天气监视网的一部分。

## 列表
热带气旋区域专责气象中心
- 中太平洋颶風中心（中北太平洋）
- 美國國家颶風中心（东北太平洋及北大西洋）
- 印度氣象局（孟加拉湾及阿拉伯海）
- 法國氣象局留尼汪分部（西南印度洋）
- 斐濟氣象局（東南印度洋、澳洲區域及南太平洋）
- 日本氣象廳（西北太平洋）

环境应急计划区域专责气象中心
- 中國氣象局國家氣候中心
- 气象局